# Pelargonhätta
Pelargonhätta (Mycena septentrionalis) är en svampart som beskrevs av Maas Geest. 1984. Enligt Catalogue of Life ingår Pelargonhätta i släktet Mycena,  och familjen Mycenaceae, men enligt Dyntaxa är tillhörigheten istället släktet Mycena,  och familjen Favolaschiaceae. Arten är reproducerande i Sverige. Inga underarter finns listade i Catalogue of Life.